# 業務災害の場合における給付に関する条約
業務災害の場合における給付に関する条約（ぎょうむさいがいのばあいにおけるきゅうふにかんするじょうやく、英語: Convention concerning Benefits in the Case of Employment Injury）は、国際労働機関の条約。1964年7月8日に採択され、1967年7月28日に発効した。農業に於ける労働者補償に関する条約、労働者災害補償に関する条約、労働者職業病補償に関する条約と1934年の改正条約を改定して、業務災害給付でカバーすべき事故を定めた条約。
2018年4月現在、24か国が批准している。